# Leah Aini
Leah Aini (hebräisch לאה איני; * 1962 in Tel Aviv) ist eine israelische Schriftstellerin und Dichterin.

## Leben
Leah Aini studierte die Hebräische Sprache und Literatur. Heute arbeitet Aini als Autorin, Literaturkritikerin und Lehrerin für Kreatives Schreiben.

## Werk

### Gedichtbände
- Portrait
- The Empress of Imagined Fertility

### Romane
- Sand Tide
- Ashtoret

### Jugendbücher
- Hi, Yuli
- Call Me From Downstairs

### Kinderbücher
- Mr. Rabbit’s Job Hunt
- Song Me, Song Mummy

| Personendaten    | Personendaten                |
| ---------------- | ---------------------------- |
| NAME             | Aini, Leah                   |
| KURZBESCHREIBUNG | israelische Schriftstellerin |
| GEBURTSDATUM     | 1962                         |
| GEBURTSORT       | Tel Aviv                     |